# HD66698
HD66698 — хімічно пекулярна зоря спектрального класу A0, що має видиму зоряну величину в смузі V приблизно  7,8.
Вона  розташована на відстані близько 1462,6 світлових років від Сонця.

## Пекулярний хімічний склад
Зоряна атмосфера HD66698 має підвищений вміст 
Eu
.